# Piletocera cumulalis
Piletocera cumulalis là một loài bướm đêm trong họ Crambidae.